# Роза (Липецкая область)
Ро́за — посёлок Княже-Байгорского сельсовета Грязинского района Липецкой области.
Расположен в 1,5 км к северо-востоку от железнодорожной станции Байгора на линии Грязи — Борисоглебск. Там же расположены посёлки Байгора и Кубань.
Вдоль северо-сточной границы проходит шоссе Грязи — Добринка.
Образована в 1924 году. Тогда это было отделение «Роза» совхоза «Правда». В 1926 году в Розе, согласно данным переписи населения, жили 94 человека .
В 1934 году в Розу переехали несколько семей из села Казинка Грязинского района.
На Розе расположена молочно-товарная ферма.
С городом Грязи очень развита  инфраструктура посёлка Роза.

## Население
| 2009 | 2010 | 2013 |
| ---- | ---- | ---- |
| 213  | ↗222 | ↘209 |